# آب خالص

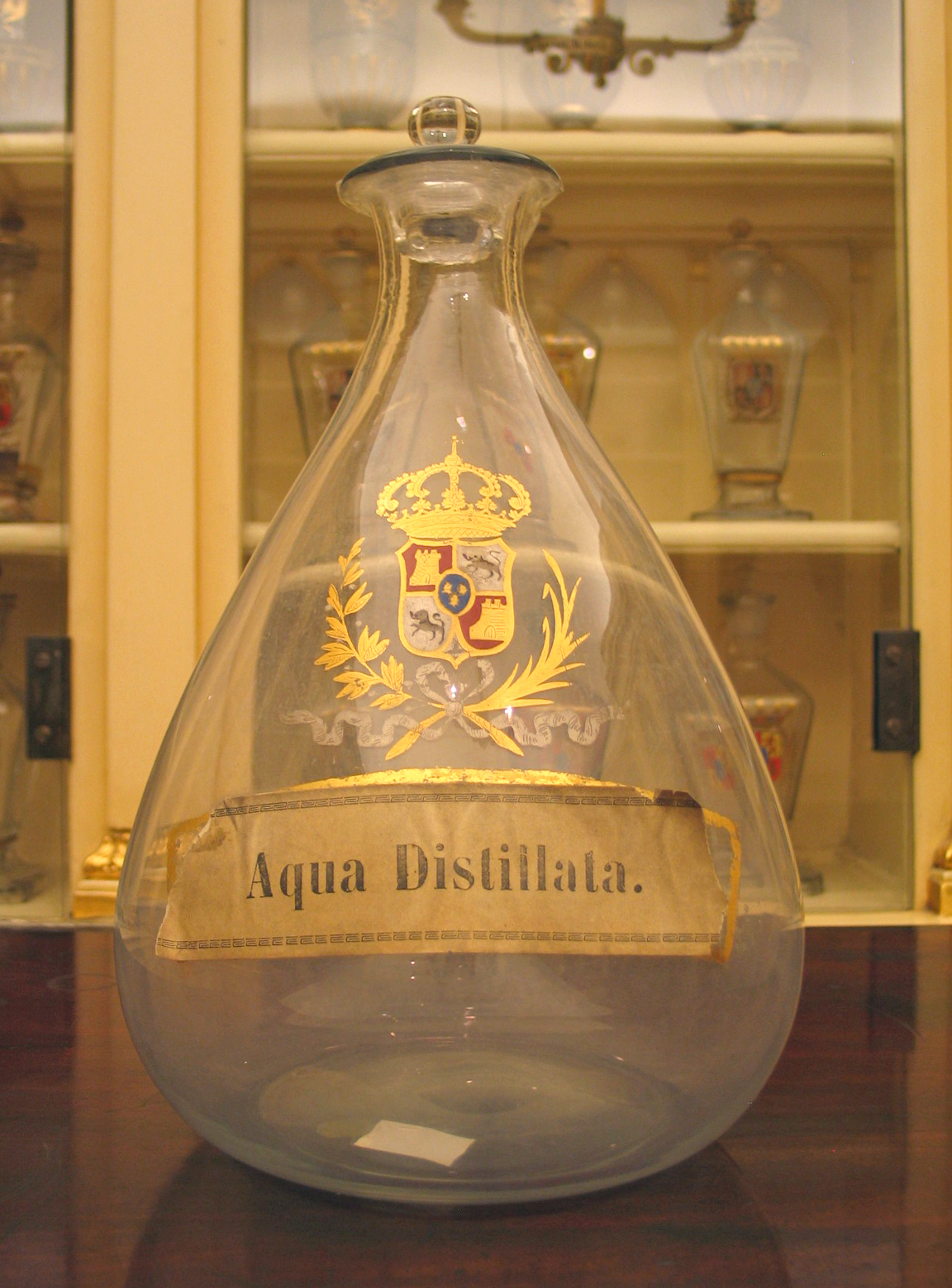
بطری آب مقطر در آکادمی سلطنتی داروسازی (اسپانیا)

آب خالص یاآب خالص‌سازی شده (به انگلیسی: Purified Water) آبی است که با روش‌های مکانیکی فیلتر یا پالایش ناخالصی‌های آن حذف و برای استفاده مناسب می‌‌شود. آب مقطر در سال‌های اخیر، آب با فرایندهای متفاوتی خالص سازی می‌شود، از جمله یون زدایی خازنی، اسمز معکوس، کربن اکتیو، میکرو فیلتر کردن، اولترافیلتراسیون، اکسیداسیون ماوراء بنفش، یا الکترو دیونیزاسیون. 
از ترکیبی از این فرایندها آب فوق خالص  استفاده می‌شود که آلاینده‌های آن با یک واحد در میلیارد (ppb) یا یک واحد در تریلیون (ppt) است. آب خالص دارای کاربردهای فراوانی است که عمدتاً در تولید داروها در آزمایشگاه‌هاو صنایع علمی و مهندسی در خلوص مختلف تولید و استفاده می‌شود.
به آب خالص در زبان فارسی آب آشامیدنی گفته شود، این آب لزوما فاقد آلاینده‌های مضر انسان یا حیوانات نیست.